# اوبرنهایم
اوبرنهایم (به آلمانی: Obernheim) یک شهر در آلمان است که در تسولرنالبکرایس واقع شده‌است. اوبرنهایم ۱٬۵۳۰ نفر جمعیت دارد.